# Curieuse
Curieuse is een eilandje ten noorden van Praslin, beide onderdeel van de Seychellen. Het staat bekend om zijn reuzenschildpadden. Er leven er zo’n 200 mensen op Curieuse.
Samen met Saint-Pierre en enkele andere piepkleine eilandjes vormt Curieuse het Nationaal Park Curieuse Marine.
Het hoogste punt van het eiland is een heuvel van 172 meter.